# Viki (moško ime)
Viki je moško osebno ime.

## Izvor imena
Ime Viki je izpeljano iz imena Viktor.

## Pogostost imena
Po podatkih Statističnega urada Republike Slovenije je bilo na dan 31. decembra 2007 v Sloveniji 33 oseb z imenom Viki.

## Osebni praznik
Viki lahko goduje takrat kot Viktor.

## Znane osebe
- Viki Grošelj, slovenski alpinist